# Lophodesmus lobulatus
Lophodesmus lobulatus är en mångfotingart som beskrevs av Carl Graf Attems 1907. Lophodesmus lobulatus ingår i släktet Lophodesmus och familjen fingerdubbelfotingar. Inga underarter finns listade i Catalogue of Life.